# Parachilia cincticollis
Parachilia cincticollis är en skalbaggsart som beskrevs av Moser 1913. Parachilia cincticollis ingår i släktet Parachilia och familjen Cetoniidae. Inga underarter finns listade i Catalogue of Life.